# Marquis Horr
Marquis Francis « Bill » Horr (né le 2 mai 1880 à Munnsville, dans l'État de New York et décédé le 1er juillet 1955 à Syracuse dans ce même État) est un athlète américain spécialiste du lancers. Affilié à l'Irish-American Athletic Club, il mesurait 1,83 m pour 93 kg.

## Biographie

### Palmarès
| Date | Compétition           | Lieu    | Résultat | Épreuve           | Résultat   |
| ---- | --------------------- | ------- | -------- | ----------------- | ---------- |
| 1908 | Jeux olympiques d'été | Londres | 5e       | Tir à la corde    | 0 USA1 GBR |
| 1908 | Jeux olympiques d'été | Londres | 6e       | Lancer du poids   | 12,83 m    |
| 1908 | Jeux olympiques d'été | Londres | 2e       | Disque grec       | 37,32 m    |
| 1908 | Jeux olympiques d'été | Londres | 3e       | Disque normal     | 39,45 m    |
| 1908 | Jeux olympiques d'été | Londres | 6e       | Lancer du marteau | 46,95 m    |

### Records
| Épreuve           | Performance | Lieu | Date |
| ----------------- | ----------- | ---- | ---- |
| Lancer du poids   | 13,85 m     |      | 1906 |
| Lancer du disque  | 40,68 m     |      | 1908 |
| Lancer du marteau | 48,63 m     |      | 1908 |